# ハニートラップ (お笑い)
ハニートラップは、サンミュージックプロダクションに所属していた日本の男女お笑いトリオ。

## 概要
- 梅木と八木によって2007年7月結成、baseよしもとを中心に活動していた。結成当初のコンビ名は『丼（どんぶり）』[1]。
- 現在のトリオ名（コンビ名）は梅木が八木の体を「グラマラス過ぎる」と思い、これを活かして女っぽさを出して誘惑するようなネタをやろうと思っていたからだった[2]。
- 2013年5月を以って吉本興業を退社、同年12月からサンミュージック所属となる。
- 2018年5月、岩村のコンビ『ミライパレード』が解散[3]。同月、岩村が加入してトリオとなる。
- 2022年9月、解散を発表[4]。その後、梅木と八木によるコンビに戻り、『紳士淑女倶楽部[5]』として再結成。

## メンバー
梅木 一仁（うめき かずひと、1983年8月24日（41歳） -）
ツッコミ担当、立ち位置は真ん中。
- 大阪府出身。
- NSC大阪校25期出身。
- お笑いを目指したきっかけは、中学生の時にクラスで誰が一番笑いを取っているかということを1年間集計し、その結果梅木が一番笑いを取っていたということになり「芸人いけるかな」と思ったから[6]。
- 『丼』結成前は長田進駿とコンビ『ギャラクシー』として活動。
- 料理が得意で自身のブログで紹介することもある。その腕を買われてティ・カトウ（チャド・マレーン）がオーナーを務めるカフェ・ソルティで料理長を任せられていた。自家製パスタ(ニョッキなど)、ピザなど洋食が得意。
- 運転免許の内、第一種運転免許と普通自動二輪車を取得している。
- 心霊スポット（京都、静岡、千葉など）を定期的に巡っている。「事故物件ソムリエ」という肩書で出演することもある[7][8]。
- 好きな食べ物はラーメンやカレー。肉や魚も大好き。鶏の皮が苦手。甘党。
- ティ・カトウ劇団に所属しており[9]、パンツ一丁の芸を披露している。
- 松井玲奈の大ファンである。
- パチ７のライターとして、パチンコ・パチスロ店で編集部のフルフェイスのマスクを被って『ホル調』（ホール調査の略）と称して記事を執筆活動中[10]。
- 近年「梅木カブチェンコ」と名乗っている[11]。

八木 優子（やぎ ゆうこ、1985年4月14日（39歳） -）
ボケ担当、立ち位置は一番右。
- 兵庫県出身。
- NSC大阪校27期（2004年入学）出身[1]。当時はコミュニケーションが取れなかったということで本人曰く「リハビリのような感じ」でNSCに入学したが、結果お笑いの世界にのめり込んだことで本格的にお笑いを目指すことになった[6]。
- 『丼』結成前は斎藤歩とコンビ『てっぺん』を組んでいた。その時のキャッチフレーズは「ネガティブオデブ」[12]。
- 現在のキャッチフレーズは「美しい豚と書いて美豚」。後から加入した岩村と一緒に『美豚ズ（びとんズ）』というユニットでも活動している[13]。美豚ズは、元々『エンタの神様』（日本テレビ）出演のため結成したユニットだった[14]。
- 絵、漫画を描くのが得意[8]。
- 声はアニメ声と言われる[8]。
- ゲーム好きでポケモンやモンスターハンターをやっている[15]。ポケモンではダルマッカがお気に入り。
- 大阪よしもと時代、福徳秀介（ジャルジャル）が番組罰ゲームでリアル京都デートする時の相手役に選ばれる[6]も前日にぎっくり腰になる。当日に着用していたオレンジコートはその日のために購入した。またこの繋がりでジャルジャルのライブにサプライズゲストとして出演した際、ウエディングドレスを着て登場した。
- 好きな食べ物は刺身や寿司などの魚介料理、肉料理、ラーメン。自分で料理する時も魚料理を得意とし、シイラを解体できるほどの腕前。
- 食べることが好きなことから、 睡眠時に明晰夢で食べ物に関するものをよく見る。
- コスプレ好きで[8]ベルサイユのばらのオスカル、新世紀エヴァンゲリオンの綾波レイ、魔女の宅急便のキキやおソノ、天使にラブソングをのウーピー・ゴールドバーグ、ルパン三世の峰不二子などがレパートリー（自称「サンミュージックの峰不二子」[16]）。
- 水泳が得意で[17]ダイエットする時、毎週1000m以上泳いでいる。
- 豊満すぎるショーガールD-stageで銀色のかつらをつけてセクシーダンスを踊っている。
- 解散後、60kgの減量に成功した[18]。

岩村（岩ちゃん） （いわむら／いわちゃん、1989年3月19日（35歳） -）
立ち位置は一番左。
- 本名:岩村 彩未（いわむら あやみ）[19]。
- 大阪府出身。
- 京都女子大学卒業[8]。
- 子供の頃から、学校で友達とコントをやるなどお笑い好きだった[20]。
- NSC大阪校34期（2011年入学）出身[21]。NSC時代最初に組んだコンビは1週間で解散(その時の相方はみどり（現・ジャジャ馬X）)。その後同期だった齋藤梓から「大学の先輩にキャラの濃いボケを探しなさいと言われて、同期生の女子の中で一番デブだったから」と声をかけられ、コンビ『ミライパレード』を2011年に結成して活動[19]。ミライパレードも最初よしもとクリエイティブ・エージェンシーに所属した後、上京後はサンミュージックに移籍。
- 趣味はカラオケ、ダンス [8]。
- 特技は大食い、ギャグ [8]。
- 英検準2級、情報処理士の資格を持つ[8]。
- 八木とのユニット『美豚ズ』としても活動[13]。

## 芸歴
- M-1グランプリ 2008、2009、2010 3回戦進出・2019、2021 2回戦進出・2018、2020 1回戦敗退[22]　2018は『美豚ズ』として3回戦進出[23]
- キングオブコント 2010、2012、2013 2回戦進出
- THE MANZAI2013 2回戦進出
- 女芸人No.1決定戦 THE W2018 『美豚ズ』として準決勝進出
- 竹書房presents怪談最恐戦2020、2021ファイナル進出、梅木のみ
- OKOWAHARDOKOWA初代、22〜25代王者、梅木のみ

## 出演

### テレビ
- 麒麟の部屋（毎日放送）
- あらびき団（TBSテレビ） - 2008年1月30日、八木のみ
- 千鳥のぼっけぇTV!（GAORA）
- 鉄筋base（関西テレビ）
- 炎上base（関西テレビ）
- 冒険チュートリアル（関西テレビ）
- 歌うま芸人をぶっ飛ばせ! うまカラ!ちゃん
- とんねるずのみなさんのおかげでした（フジテレビ）
- 千原芸能社（関西テレビ） - 2012年3月16日、八木のみ
- スペシャエリア（スペースシャワーTV）
- AKBと××（関西テレビ）
- おはスタ（テレビ東京） - 2013年12月6日、『ひなこ姫を起こせ!』に出演
- うつけもん（フジテレビ）- 2014年4月23日
- 東京ビタミン寄席（中野ケーブルテレビ）
- VS三拍子（ニコジョッキー）
- パチってる場合ですよ（パチンコ★パチスロTV!）- 梅木のみ
- 有田チルドレン（TBSテレビ） - 2015年6月2日『我こそはぶちゃいく芸人』、2015年8月11日『第二の稲川淳二を発掘! 次世代心霊タレントSP』梅木のみ
- 3000円芸人（BSスカパー）
- パチFUN!（長野放送、テレビ愛知）梅木のみ
- 世界価値観光（岩手めんこいテレビ制作、フジテレビ系列）- 八木のみ
- 有田ジェネレーション（TBSテレビ）
- ももクロchan（テレビ朝日）
- 芸人同棲（テレ朝動画）
- 怪談のシーハナ聞かせてよ。（エンタメ〜テレ）
- ウチのガヤがすみません!（日本テレビ）
- ごごナマ（NHK総合テレビジョン）
- BIZトーーク（BSスカパー）#2仮想通貨ビジネス
- 家売るオンナ（日本テレビ）
- おもスロい人（パチテレ）
- トコトン掘り下げ隊!生き物にサンキュー!!（TBSテレビ） - 岩村のみ
- 家事ヤロウ!!!（テレビ朝日） - 梅木のみ
- The NIGHT（ABEMA） - 梅木のみ
- 松原タニシのいきなりホラー旅 by日テレプラス Webチャンネル（ニコ生） - 梅木のみ

### ラジオ
- くにまるジャパン（文化放送） (火曜、金曜担当)（2014年4月8日 - 2014年9月26日）
- 吉田照美 飛べ!サルバドール（文化放送） (火曜、金曜担当)（2014年4月8日 - 2014年9月26日）
- ZERO STAR PROJECT presents「ゼロスタMAXレディオ」（発するFM）梅木のみ

### インターネット
- 万発×ヤングのわかってもらえるさ（サイトセブンTV）
- 10人の売れたい女vs鈴木拓（AbemaTV）
- 芸人ラボpresentsハニートラップのぶつかり稽古（wallop）- 2015年3月12日～2015年8月27日、第2第4木曜日
- 東京おとめ太鼓のおなかが空きました（wallop）- 2014年12月26日、梅木のみ
- GIRIGIRIアウト（nottv）- 2014年7月26日、『淫婚さんいらっしゃ～い!!』梅木のみ
- ういち塾長の口はカネと災いのもと（ニコ生）
- 1/8192引いたら即帰宅（ニコ生）
- 住倉カオスの怪談★語ルシス(Amazon PrimeVideo)
- スギちゃんのラジオ、スギラジ（ソラトニワ原宿） - スギちゃん不在時に代打として登場

### 映画
- 闇金ウシジマくんザ・ファイナル（2016年10月22日公開、監督：山口雅俊）黒田役、梅木のみ

### お芝居
- 劇団漂流船「暗闇に咲く花」（2012年1月26日～29日）
- 劇団漂流船「いつか幸せの記憶」（2013年7月3日～7日）
- スズキプロジェクト「ロストフレンド」（2013年11月14日～17日）八木のみ
- クリエイティヴ零「プライム輪舞曲～素数と宝剣（つるぎ）と金庫の謎～」（2014年7月16日～20日）- 大山まいわ役、八木のみ

### 単独ライブ
- モテぽちゃ出会い系ライブ－バレンタイン編（2013年1月20日）

## DVD
- 裏base NEXT ブレイク芸人大集合2010（よしもとアール・アンド・シー、2010年4月28日）
- 大崎一万発とヒロシ・ヤングがオリ術＆ガイドのライターでオモロいことしてみた!（株式会社ガイドワークス、2015年8月14日）
- 大崎一万発とヒロシ・ヤングがオリ術＆ガイドのライターでオモロいことしてみた!Vol.2（株式会社ガイドワークス、2017年1月7日）
- ハンドスピナーの遊び方（ゴマブックス）
- パチスロ7大都市伝説（パチスロ必勝本、2018年5月6日）

## 雑誌・書籍
- SPA!（扶桑社、2018年2月27日）
- an・an（マガジンハウス、2018年3月21日)
- あらびき団公式パンフレット（ワニブックス、2008年7月30日）ISBN 978-4847017896

## ディスコグラフィ

### シングル
| 発売日         | タイトル             | 歌手           | 規格品番 | 備考                   |
| -------------- | -------------------- | -------------- | -------- | ---------------------- |
| 2020年12月24日 | ZEROSTART (feat. tk) | こなつとうめき | 配信     | 木夏咲と梅木のユニット |
| 2021年7月21日  | Nine O'clock         | こなつとうめき | 配信     | 木夏咲と梅木のユニット |